# Ezhome
Ezhome es una ciudad censal situada en el distrito de Kannur en el estado de Kerala (India). Su población es de 19261 habitantes (2011). Se encuentra a 26 km de Kannur.

## Demografía
Según el censo de 2011 la población de Ezhome era de 19261 habitantes, de los cuales 8716  eran hombres y 10545 eran mujeres. Ezhome tiene una tasa media de alfabetización del 95,31%, superior a la media estatal del 94%: la alfabetización masculina es del 97,98%, y la alfabetización femenina del 93,17%.